# Cordeauxia edulis
Genre
Espèce
Statut de conservation UICN

ENA2a : En danger
Cordeauxia edulis est une espèce de plantes à fleurs dicotylédones de la famille des Fabaceae, sous-famille des Caesalpinioideae. C'est un arbuste ou un petit arbre originaire d'Afrique orientale. C'est l'unique espèce acceptée du genre Cordeauxia (genre monotypique).

## Description
Ce sont des arbustes ou petits arbres, très ramifiés, pouvant atteindre 4 mètres de haut, aux feuilles composées paripennées.

## Utilisation
Les graines, comestibles, sont consommées localement et le feuillage est utilisé comme fourrage pour alimenter le bétail en saison sèche.

## Étymologie
Le nom générique, « Cordeauxia », est un hommage au capitaine Harry Edward Spiller Cordeaux (1870-1943), qui fut commissaire du protectorat britannique du Somaliland, et qui collecta les premiers spécimens de cette espèce pour les jardins botaniques royaux de Kew.